# Akkerviooltje
Akkerviooltje (Viola arvensis) is een eenjarige plant uit de viooltjesfamilie (Violaceae). Het is een in Europa op bouwland veel voorkomende plant die soms als onkruid beschouwd wordt. Vooral tussen granen komt de plant vaak voor. De soort komt ook voor in wegbermen en op stortplaatsen.

## Determinatie
Akkerviooltje is een eenjarige plant, die tot 20 cm hoog wordt en tot 45 cm diep wortelt. De bloeitijd is van april tot oktober. De bloemen zijn klein en meestal niet groter dan 1 cm.

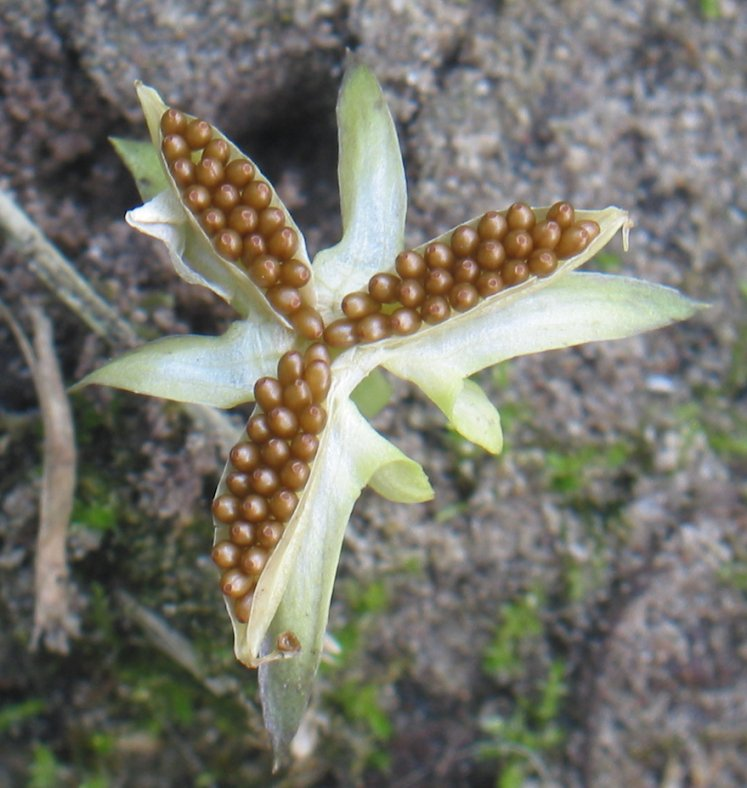
Opengesprongen vrucht met zaden

Na het rijpen springen de eenhokkige doosvruchten met drie kleppen open. Bij het openspringen worden de zaden weggeslingerd. De zaden hebben een mierenbroodje (oliehoudend aanhangsel) die de mieren graag lusten, hierdoor vindt ook verspreiding plaats. Gemiddeld bevat een gram 1880 zaden.
Akkerviooltje onderscheidt zich van bleeksporig bosviooltje (Viola riviniana) door de meestal tweekleurige bloemen en de opwaarts gerichte bloemblaadjes aan de zijkant.

## Verspreiding
Akkerviooltje kent een nagenoeg kosmopolitische verspreiding. De plant groeit uitgebreid op bouwland.

## Toepassing
Akkerviooltje maakt vaak deel uit van zaadmengsels die worden gebruikt voor het inzaaien van akkerranden ten behoeve van een natuurlijker beheer.